# Pirus
Pirus або Piru Street Boys — афроамериканська вулична банда, яка діє як частина альянсу банд Bloods у таких містах як Комптон, Карсон, Інглвуд, Воттс.

## Історія угруповання
Назва Piru походить від назви вулиці, де зародилася банда Piru Street в Комптоні.
Банда була заснована в 1969 році, але в 1970-му зіткнулася з жорсткою конкуренцією з боку сильнішої афроамериканської банди Crips. У 1971 році лідер Crips Реймонд Вашингтон зблизився з Pirus у Комптоні, Каліфорнія. Pirus до 1972 року співпрацювала з Crips, оскільки ті розташувалися в їх околицях. Протягом цього невеликого відрізка часу банда Pirus була відома під назвою Piru Street Crips, а її учасники також носили традиційну форму Crips — сині бандани і сині кросівки Allstar.
Улітку 1972 го року між Crips і Pirus стався конфлікт, який перейшов у ворожнечу. Банда Pirus, як і багато інших банд, за чисельністю не могли конкурувати з бандою Crips. Утім, Pirus хотіли закінчити мирні взаємини з Crips, тому вони звернулися до банди Lueders Park Hustlers по допомогу, і ті погодилися їм допомогти. У результаті Pirus організували зустріч, на яку запросили всі банди, на які нападали Crips. Роком раніше Crips вбили учасника угруповання L.A. Brim, тому угруповання Brims також було присутнє на зустрічі, як і Denver Lanes і Bishops. На зустрічі угруповання обговорювали, як боротися з Crips, а також обговорювалося питання про створення нового альянсу, який міг би їм протистояти.
Оскільки Crips носили сині бандани, банда Pirus та інші вирішили використовувати протилежний колір (червоний), і почали об'єднуватися в організацію, яка пізніше стала відома як альянс Bloods, до складу якої входили угруповання Pirus, Brims, Athens Park Boys і Pueblos. Пізніше й інші банди, на які нападали Crips, приєднувалися до Bloods.
У 1975 лідер Pirus Лайл «Бармен» Джозеф Томас був убитий Crips. У 2004 році через конфлікти всередині альянсу Bloods Pirus в окрузі Лос-Анджелес відокремилося від Bloods.